# Весёлый скелет
«Весёлый скелет» (фр. Le squelette joyeux) — немой чёрно-белый короткометражный фильм братьев Люмьер 1898 года, длительностью 50 секунд.

## Сюжет
На экране мы видим танцующего игрушечного скелета. У него отлетают и снова прирастают к «телу» руки, ноги и голова. В конце он полностью разлетается и собирается, а потом скрывается из кадра.

## Интересные факты
- Фильм можно назвать первой работой в жанре ужасов.
- Также один из первых кукольных кинофильмов.
- Длина плёнки-около двух метров.